# У Сан Хёк
У Сан Хёк (кор. 우상혁; род. 23 апреля 1996 года) — южнокорейский легкоатлет, выступающий в прыжках в высоту, обладатель национального рекорда Южной Кореи в этой дисциплине. Серебряный призёр чемпионата мира на открытом воздухе, чемпион Азии. Двукратный чемпион мира в помещении. У Сан Хёк дважды представлял Южную Корею на Олимпийских играх. В Токио он занял 4-е место, попутно установив рекорд страны, который сам же повторил на чемпионате мира в Юджине через год.

## Спортивная карьера
Начал спортивную карьеру в 16 лет. Уже через год смог победить на Чемпионате мира среди юниоров. Ещё через год взял «бронзу» на мировом молодёжном первенстве. Затем прогресс У Сан Хёка замедлился. Он занял 10-е место на домашних Азиатских играх и на Чемпионате Азии по лёгкой атлетике. Нестабильность в прыжках атлета продолжилась в следующих сезонах. После возвращения на прежние высоты на Универсиаде, на которой У занял 5-е место, У провалился на Чемпионате Азии в помещении и на Олимпийских Играх в Рио, где был лишь 22-м.
В следующем сезоне У Сан Хёк выигрывает Чемпионат Азии, взяв высоту 2.30 м, но вновь проваливается на Чемпионате мира и Универсиаде.
В 2018 году У занимает 2-е место на Азиатских играх.
На Олимпиаде в Токио У Сан Хёк берёт с первой попытки высоту 2.35 м, устанавливая национальный рекорд Южной Кореи, но не справляется с высотой 2.37 м. В итоге он занимает 4-е место.
В феврале 2022 года на соревнованиях в чешском Густопече прыгнул 2.36 м, что является национальным рекордом Южной Кореи для прыжков в помещениях. Хорошая форма позволила У Сан Хёку взять 2.34 на зимнем Чемпионате мира в Белграде. В этом же году уже на летнем мировом первенстве южнокорейский атлет завоёвывает «серебро», повторив свой же рекорд для открытых стадионов.
Представители Южной Кореи никогда не побеждали на летних чемпионатах мира по лёгкой атлетике. У Сан Хёк — всего лишь второй медалист чемпионатов на открытых аренах, представляющий эту страну. До У Сан Хёка медаль для Южной Кореи завоёвывал только ходок Ким Хюн Саб, который в 2011 финишировал 6-м, но получил «бронзу» благодаря дисквалификации соперников.
Если бы У победил на чемпионате в Юджине, то стал бы лишь вторым прыгуном в высоту в истории, кто смог победить на летнем и зимнем первенстве мира в одном сезоне.